# Ивезићи
Ивезићи су насеље у Србији у општини Пријепоље у Златиборском округу. Према попису из 2022. било је 73 становника.
Овде се налази ОШ „Светозар Марковић” ИО Ивезићи.

## Демографија
У насељу Ивезићи живи 143 пунолетна становника, а просечна старост становништва износи 40,8 година (39,2 код мушкараца и 42,7 код жена). У насељу има 48 домаћинстава, а просечан број чланова по домаћинству је 3,54.
Ово насеље је углавном насељено Србима (према попису из 2002. године), а у последња три пописа, примећен је пад у броју становника.
|  |

| Демографија | Демографија | Демографија |
| Година      | Становника  | Становника  |
| ----------- | ----------- | ----------- |
| 1948.       | 406         |             |
| 1953.       | 454         |             |
| 1961.       | 428         |             |
| 1971.       | 459         |             |
| 1981.       | 387         |             |
| 1991.       | 202         | 201         |
| 2002.       | 170         | 172         |

| Етнички састав према попису из 2002.‍ | Етнички састав према попису из 2002.‍ | Етнички састав према попису из 2002.‍ | Етнички састав према попису из 2002.‍ | Етнички састав према попису из 2002.‍ |
| ------------------------------------ | ------------------------------------ | ------------------------------------ | ------------------------------------ | ------------------------------------ |
|                                      |                                      |                                      |                                      |                                      |
| Срби                                 | Срби                                 |                                      | 118                                  | 69,41%                               |
| Бошњаци                              | Бошњаци                              |                                      | 33                                   | 19,41%                               |
| Муслимани                            | Муслимани                            |                                      | 19                                   | 11,17%                               |
| непознато                            | непознато                            |                                      | 0                                    | 0,0%                                 |

| Година пописа     | 1948. | 1953. | 1961. | 1971. | 1981. | 1991. | 2002. |
| ----------------- | ----- | ----- | ----- | ----- | ----- | ----- | ----- |
| Број домаћинстава | 71    | 73    | 80    | 78    | 68    | 49    | 48    |

| Број чланова      | 1 | 2  | 3 | 4 | 5 | 6 | 7 | 8 | 9 | 10 и више | Просек |
| ----------------- | - | -- | - | - | - | - | - | - | - | --------- | ------ |
| Број домаћинстава | 7 | 12 | 6 | 9 | 5 | 6 | 1 | 1 | 1 | 0         | 3,54   |

| Пол    | Укупно | Неожењен/Неудата | Ожењен/Удата | Удовац/Удовица | Разведен/Разведена | Непознато |
| ------ | ------ | ---------------- | ------------ | -------------- | ------------------ | --------- |
| Мушки  | 80     | 37               | 41           | 1              | 1                  | 0         |
| Женски | 70     | 17               | 46           | 3              | 0                  | 4         |
| УКУПНО | 150    | 54               | 87           | 4              | 1                  | 4         |

| Пол    | Укупно                    | Пољопривреда, лов и шумарство | Рибарство                            | Вађење руде и камена | Прерађивачка индустрија       |
| ------ | ------------------------- | ----------------------------- | ------------------------------------ | -------------------- | ----------------------------- |
| Мушки  | 61                        | 48                            | 0                                    | 2                    | 3                             |
| Женски | 56                        | 47                            | 0                                    | 0                    | 4                             |
| УКУПНО | 117                       | 95                            | 0                                    | 2                    | 7                             |
| Пол    | Производња и снабдевање   | Грађевинарство                | Трговина                             | Хотели и ресторани   | Саобраћај, складиштење и везе |
| Мушки  | 0                         | 6                             | 0                                    | 1                    | 0                             |
| Женски | 0                         | 0                             | 3                                    | 1                    | 0                             |
| УКУПНО | 0                         | 6                             | 3                                    | 2                    | 0                             |
| Пол    | Финансијско посредовање   | Некретнине                    | Државна управа и одбрана             | Образовање           | Здравствени и социјални рад   |
| Мушки  | 0                         | 0                             | 0                                    | 1                    | 0                             |
| Женски | 0                         | 0                             | 0                                    | 0                    | 0                             |
| УКУПНО | 0                         | 0                             | 0                                    | 1                    | 0                             |
| Пол    | Остале услужне активности | Приватна домаћинства          | Екстериторијалне организације и тела | Непознато            | Непознато                     |
| Мушки  | 0                         | 0                             | 0                                    | 0                    | 0                             |
| Женски | 0                         | 0                             | 0                                    | 1                    | 1                             |
| УКУПНО | 0                         | 0                             | 0                                    | 1                    | 1                             |